# G8-Gipfel in L’Aquila 2009

Logo des Gipfels

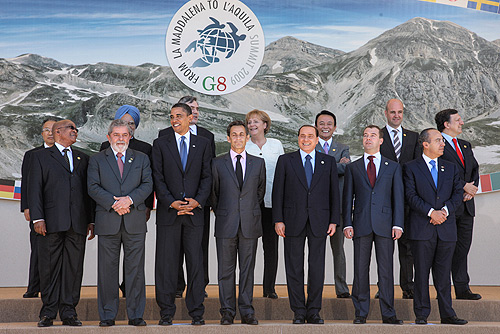
Teilnehmer des G8-Gipfels im Juli 2009

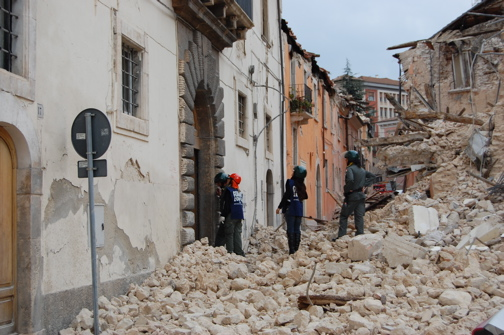
Vom Erdbeben zerstörtes L’Aquila

Der G8-Gipfel in L’Aquila 2009 war ein Treffen der Gruppe der Acht im italienischen L’Aquila. Der insgesamt 35. G8-Gipfel fand vom 8. bis 10. Juli 2009 statt. Zum ersten Mal nahm an diesem Gipfel der neugewählte US-Präsident Barack Obama teil. Geleitet wurde das Treffen vom italienischen Premierminister Silvio Berlusconi.
Am 9. Juli haben, im Rahmen des beim G8-Gipfel in Heiligendamm vereinbarten Dialogprozesses, auch die Mitglieder der sogenannten G5 (Schwellenländer) an den Beratungen teilgenommen.
Der G8-Gipfel 2009 sollte nach ursprünglicher Planung auf der Insel La Maddalena vor Sardinien stattfinden, doch am 23. April 2009 gab Silvio Berlusconi bekannt, dass das Treffen nach L’Aquila verlegt wird. Berlusconi wollte damit die Aufmerksamkeit der Weltöffentlichkeit auf die vom Erdbeben am 6. April 2009 zerstörte Region lenken und den Bewohnern ein Zeichen der Hoffnung geben.
Tagungsort war die beim Erdbeben unbeschädigt gebliebene Kaserne der Guardia di Finanza im Stadtteil Coppito.
Zum Schutz des Gipfels koordinierte das italienische Verteidigungsministerium die gemeinsame Sicherheitsoperation der Streitkräfte und der Zivilverteidigung Giotto 2009.

## Teilnehmer
| Deutschland            | Angela Merkel                  |
| Frankreich             | Nicolas Sarkozy                |
| Italien                | Silvio Berlusconi              |
| Japan                  | Tarō Asō                       |
| Kanada                 | Stephen Harper                 |
| Russland               | Dmitri Anatoljewitsch Medwedew |
| Vereinigtes Königreich | Gordon Brown                   |
| Vereinigte Staaten     | Barack Obama                   |

| Brasilien           | Luiz Inácio Lula da Silva |
| Volksrepublik China | Dai Bingguo               |
| Indien              | Manmohan Singh            |
| Mexiko              | Felipe Calderón           |
| Südafrika           | Jacob Zuma                |

Die Europäische Union wurde von dem Ratspräsidenten, dem schwedischen Ministerpräsidenten Fredrik Reinfeldt und Kommissionspräsident José Manuel Barroso vertreten. Als Sondergäste wurden die Regierungschefs der Niederlande, Spaniens, der Türkei und Ägyptens sowie der libysche „Revolutionsführer“ Gaddafi eingeladen.
Internationale Organisationen und Staatengemeinschaften: Vereinte Nationen, Welthandelsorganisation, Weltbank, Afrikanische Union, afrikanische Reformstaatengemeinschaft NEPAD, Europäische Kommission, Internationaler Währungsfonds, OECD, Internationale Energieagentur, Internationale Arbeitsorganisation, Welternährungsorganisation, Internationaler Fonds für landwirtschaftliche Entwicklung und das Welternährungsprogramm der Vereinten Nationen.

## Themen und Ergebnisse
Auf der Agenda der G8 standen der Klimawandel, Energie, Entwicklungszusammenarbeit, Geistiges Eigentum sowie der 
Heiligendamm-Prozess. Der Beschluss zur CO₂-Reduktion sieht vor, die weltweiten Emissionen bis zum Jahr 2050 gegenüber 1990 zu halbieren.

### Klimawandel
In L’Aquila wurden die anstehenden Verhandlungen für ein Kyoto-Nachfolgeprotokoll in Kopenhagen diskutiert. Die G8-Staats- und Regierungschefs erklärten, an dem Ziel einer Halbierung der Treibhausgas-Emissionen festhalten zu wollen. Die Frage der Finanzierung blieb jedoch offen. Die G8-Staaten vereinbarten gemeinsam mit weiteren Industrienationen, den globalen Temperaturanstieg auf zwei Grad Celsius bis 2050 im Vergleich zum Beginn des Industriezeitalters zu begrenzen.

### Finanzpolitik
Ein weiteres Thema war die globale Finanzkrise. Bundeskanzlerin Merkel sprach sich in L’Aquila dafür aus, am Ziel einer neuen Verfassung mit Regeln und Kontrollen für die internationalen Finanzmärkte festzuhalten. Nur durch diese Maßnahmen seien künftige Krisen zu vermeiden, hatte Merkel bereits vor dem Gipfel erklärt.

### Entwicklungspolitik
Die G8 erneuerten ihre Zusage vom G8-Gipfel in Gleneagles 2005, die Entwicklungshilfen für Afrika bis 2010 zu verdoppeln und einen vollständigen Schuldenerlass für hochverschuldete Länder zu gewähren. Zur Diskussion über die Folgen der globalen Finanzkrise für die Entwicklungsländer waren am letzten Tag des Gipfeltreffens auch 39 Vertreter dieser Staaten eingeladen. Schon vor Beginn des Gipfels hatte die Financial Times berichtet, dass die G8-Staaten Hilfen zur landwirtschaftlichen Entwicklung im Umfang von zwölf Milliarden Dollar verabredet hätten, was der italienische Ministerpräsidenten Berlusconi bestätigte. Das Hilfsprogramm wurde von US-Präsident Obama am Ende des Gipfels vorgestellt und sah Zahlungen in Höhe von 20 Milliarden Dollar vor, verteilt auf einen Zeitraum von drei Jahren. Einige Beobachter interpretierten dies auf dem Gipfel als Wende in der amerikanischen Außenpolitik.

### Wirtschaftspolitik
Für die festgefahrene Doha-Runde der Welthandelsorganisation WTO vereinbarten die G8-Staats- und Regierungschefs neue Gespräche. Die G8-Staaten sowie die Gruppe der 5 (China, Indien, Brasilien, Mexiko und Südafrika) bekräftigten ihren Willen, bis 2010 eine Vereinbarung zu erreichen.